# Ripci
Ripci (en cyrillique : Рипци) est un village de Bosnie-Herzégovine. Il est situé dans la municipalité de Prozor-Rama, dans le canton d'Herzégovine-Neretva et dans la fédération de Bosnie-et-Herzégovine. Selon les premiers résultats du recensement bosnien de 2013, il compte 546 habitants.

## Géographie
Le village est situé sur la rive septentrionale du lac de Rama.

## Démographie

### Évolution historique de la population dans la localité
| 1948 | 1953 | 1961 | 1971 | 1981 | 1991 | 2013 |
| ---- | ---- | ---- | ---- | ---- | ---- | ---- |
| -    | -    | 421  | 396  | 555  | 592  | 546  |

|  |

### Communauté locale
En 1991, la communauté locale de Ripci comptait 2 042 habitants, répartis de la manière suivante :